# 列日主教座堂
列日主教座堂，全称列日圣保禄主教座堂（法語：Cathédrale Saint-Paul de Liège），是位於比利時城市列日的一座天主教的主教座堂。列日主教座堂是天主教列日教区的主教座堂。

## 另見
- 惡之靈魂 (雕塑)

## 外部連結
- Plan of the cathedral（页面存档备份，存于） （法文）
- La place de la Cathédrale hier et aujourd'hui （页面存档备份，存于） （法文）
- The cathedral treasury, largely transferred from the predecessor cathedral （法文）
- Architecture religieuse en occident - Fiche de la cathédrale Saint-Paul（页面存档备份，存于） （法文）